# Policoro
Policoro är en ort och kommun i provinsen Matera i regionen Basilicata i Italien. Kommunen hade 17 694 invånare (2017).